# 6teen
6teen — канадський мультсеріал в жанрі комедії положень. Мультфільм створений Дженніфер Пертш (Jennifer Pertsch) і Томом Мак Гілліс (Tom McGillis) для каналу Teletoon. Він розповідає про шість шістнадцятирічних підлітків і їх життя. У США був показаний телеканалами Nickelodeon і, пізніше, Cartoon Network. Дебютував 7 листопада 2004 в Канаді. З початку показу мультсеріал налічує 91 епізод (4 сезони) і два годинні спецвипуски. Цікаво, що назва можна читати і як sixteen - шістнадцять, і як два окремих слова: six - шість, teen - підліток. В Україні транслювався телеканалами «UA: Перший» і «Кіноточка».

## Сюжет
Серіал розповідає про життя шести 16-річних підлітків - Джонсі Гарсіа, Ніккі Вонг, Джуді Лізовскі, Джен Мастерсон, Вайетта Вільямса і Кейтлін Кук. Всі вони друзі і під час канікул вирішили почати працювати. Історія 6teen відбувається, в більшості серій, у великому гіпермаркеті «Галерея» (Galleria Mall).

## Головні герої
Ніккі Вонг (фр. Nikki Wong)Ніккі може бути грубою, цинічною і саркастичною, в той же час її можна назвати найраціональнішою із усіх друзів. У неї пірсинг в 10 місцях на обличчі (4 в лівому вусі, 4 в правому вусі, 1 в носі, 1 в брові). Вона працює в магазині одягу «Амбар Хакі» («Khaki Barn»). Ніккі ненавидить шоколад. Любить музеї та виставки. Також їй подобається рок-музика, і дратує поп-культура. Її улюблена група - «The Mighty Weasels», але потай вона слухає поп - бой-бенд «Dawg Toy». Її стосунки з Джонсі є однією з основних тем серіалу. Джонсі і Ніккі часто розходилися і сходилися як пара. Слабкістю Ніккі є її батьки, яких вона соромиться через зовнішній вигляд. За походженням китаянка. Роль озвучила Стейсі ДеПасс.
Кейтлін Кук (фр. Caitlin Cooke)Завжди викликає прихильність до себе людей, оскільки є дуже доброю і усміхненою. Працює в лимонадному барі «Великий Жим» ( «Big Squeeze»), бо зовсім не вважає, що перша робота повинна бути чимось видатним. Кейтлін - шопоголік. Вона завжди в курсі нових тенденцій і любить зустрічатися з привабливими хлопцями. Буває розсіяна, ревнива і егоцентрична. Вона любить друзів, та тим не менш, в більшості випадків готова проміняти їх на хороший розпродаж. Її мобільний рингтон - «Baby One More Time» Брітні Спірс. Як персонаж вона з'являється в першій серії і долучається до компанії п'яти друзів. Завдяки щасливому випадку, Джен в цей момент змінювала роботу. Вона відразу хотіла потрапити в спортивний магазин «Лава Запасних» ( «Penalty Box»), але через відсутність досвіду її послали працювати в «Великий Жим». Коли ж її прийняли в "Лаву", вона віддала своє місце в «Лимоні» Кейтлін. Власне, Кейтлін до цього була багатою дівчинкою, але після інциденту з кредитною карткою батька, їй довелося підробляти в «Лимоні». За походженням англійка. Роль озвучила Брук д'Орсе.
Джен Мастерсон (фр. Jen Masterson)Спортивна дівчина. Улюблений вид спорту - баскетбол. Обожнює цукерки у вигляді шоколадних лиж. Часто говорить швидше, ніж думає. Джен відповідальна, обов'язкова і чарівна. Дуже любить давати поради і вважає себе талановитим організатором, через що над нею часто жартують друзі. У неї алергія на гриби. У 7 класі була закохана в Джонсі і мріяла його поцілувати, а згодом стала його зведеною сестрою. За походженням ірландка. Роль озвучила Миган Фаленбок.
Ваетт Вільямс (фр. Wyatt Williams)Юнак-афроамериканець. Співає, грає на гітарі і володіє чудовим почуттям гумору. Крім того, найінтелігентніший і найделікатніший зі своїх друзів. Він - типовий «хороший хлопець». У нього проблеми при розмовах з дівчатами, йому необхідна підтримка друзів, він вірить в удачу. Залежить від кави, швидко втрачає самовладання без кофеїну. Він акрофоб. По ходу серіалу часто піддається звинуваченням друзів в своїй слабохарактерності. Зустрічався з Сереною. Довго не міг пережити розставання з нею. Далі, граючи в групі, зустрів бас- гітаристку Марлоу, закохався і запропонував зустрічатися. Незважаючи на всі його промахи, Марлоу досить довго залишається з Ваеттом. Але пізніше вони втомлюються один від одного і розлучаються. Роль озвучив Джессі Гіббонс.
Джонсі Гарсія (фр. Jonesy Garcia)З ним пов'язана одна з постійних сюжетних ліній серіалу. Він цікавиться двома речами - хокеєм і дівчатами, увагою яких він не обділений. Джонсі - ледачий, самовдоволений і наполегливий. Страждає від клаустрофобії і гемофобії. Єдина людина, яка може його заспокоїти - це Ніккі. Зведена сестра - Джен. Джонсі - єдиний з шістки, хто не має постійного місця роботи. На початку кожної серії він знаходить собі нову посаду, про яку говорить, що «це найкраща робота у світі», а в кінці обов'язково втрачає її через якийсь безглуздий випадок або зухвалий вчинок. За знаком Зодіаку Джонсі - Телець. Має латиноамериканське походження. Роль озвучив Террі Макгуррін.
Джуд Лісовські (фр. Jude Lizowski)Захоплюється екстримом. Дуже серйозно ставиться до дружби. Практично ніколи не знімає свою шапочку, крім 11 серії 1 сезону, щоб піти на підставне побачення з Джен і в 13 серії 2 сезону, щоб не припиняти стосунки. Не розлучається зі своїм скейтом. Він непередбачуваний. Здається, що він нічого не сприймає серйозно, але якщо є якась проблема, то він запропонує найкраще її рішення. Його IQ - 175. Звертається до друзів «чувак» (dude), «братан» (bro), до подруг «чувіха і сестричка» (dudette & bra). Зустрічався зі Старр, та пізніше вони розлучилися за обопільною згодою. За походженням - єврей. Роль озвучив Крістіан Потенза.

## Другорядні герої
Старр (Starr)Колишня дівчина Джуда, що працює в «Веганському острові» («Vegan Island»). Зустрічалася з Джудом, тому що збігалися їх особистісні якості. Пізніше вона поміняла ім'я і стиль життя і стала готессою на ім'я Небула. Але врешті-решт вона сподівається знову повернутися до Джуда.
Клони (The Clones)Кріссі, Крістен і Кірстен (більш відомі як Клони) працюють разом з Ніккі в магазині одягу «Амбар Хакі» («Khaki Barn») і постійно докучають їй. Кріссі - асистент менеджера магазина і, в якійсь мірі, лідер двох інших клонів. Незважаючи на те що вони виглядають приблизно однаково, у них є відмінності. Кріссі має коротке світле волосся, тоді як у Крістен волосся довге і світле, і вона носить обруч синього кольору, а у Кірстен світле волосся забране в хвіст зеленою резинкою. Кріссі на два роки старша за Крістен і Кірстен, а також вона є членом поетичного товариства «Еспрессо». Деякий час Кріссі була членом Лицарського Джедай-клубу.
Тренер Халдер (Coach Halder)Тренер Халдер (або просто «Тренер» для Джен і інших працівників магазину) - менеджер і власник магазину спортивних товарів «Лава Запасних» («Penalty Box»), який видає «штрафи» за найменші провини. Волає «Мастерсон!» всякий раз, коли Джен осягає будь-яка невдача. Не любить видавати штрафи самому собі. Його єдина слабкість - страх мишей і павуків. У нього поганий зір, але коли він носить окуляри, він стає гострим як у орла. Його улюблене свято в році - Хеллоуїн.
Дарт (Darth Mall)Типовий архетип - «ботанік». Негарний, фізично слабкий, носить брекети і окуляри, страждає від вугрового висипання. Схиблений на Зоряних війнах, відсиланням до яких є його ім'я. Добре розбирається в техніці. Відчуває проблеми в спілкуванні з дівчатами, хоча і зустрічається з Джулі. Відчуває глибоку симпатію до Ніккі.
Рон (Ron)Рон - старий ветеран запасу з постійною гримасою злоби на обличчі, що працює начальником охорони торгового центру «Галерея» («Galleria Mall»). Є одним з головних антагоністів серіалу. З недовірою ставиться до хлопців і часто карає їх за порушення порядку або псування майна.
Вейн (Wayne)Вейн - менеджер, а пізніше власник «Підпільного Відео», магазину з видачі в оренду фільмів, що спеціалізується на незалежному кіно. У нього неголена щетина, навушники, що не знімаються, і кудлате волосся. Він - саркастичний, цинічний, сардонічний, песиміст-всезнайка, який дружить тільки з тими, чиї кінематографічні знання близькі або дорівнюють його власним знанням. Вейн ненавидить Джонсі, і все, що Джонсі вважає крутим, особливо фільм «  Top M16 » (алегорія фільму «Топ Ган» («Top Gun»)). Джуд і Ваетт приходять працювати до Вейна в «Підпільне Відео» після того, як Ваетт звільнився, а шашличну Джуда закрив санітарний інспектор. Вейн постійно слухає групу «The Clash».
Тріша ХолмсКолишня подруга Кейтлін. Шкідлива і заздрісна. Готова на будь-які капості, якщо з Кейтлін у неї розгорається конфлікт інтересів (наприклад, якщо їм сподобався один хлопець).
ДжуліДжулі - працівник «Дивовижне Тако» («Wonder Taco») і дівчина Дарта. Також вона є членом Лицарського Джедай-клубу. Незважаючи на недоліки зовнішності, відрізняється скромністю, добротою і чуйністю.
Стюарт ГолдстайнФармацевт, який регулярно купує різні товари в магазинах «Амбар Хакі» і «Лава Запасних». Регулярно потрапляє в кумедні ситуації. В одному з епізодів Джонсі стає його помічником, але незабаром Голдстайн звільняє його.
Парочка, що цілуєтьсяЗ'являється майже в кожній серії і дуже часто невчасно, наприклад, коли Кейтлін щойно кинули.